# 中林千賀子
中林 千賀子（なかばやし ちかこ、1972年1月7日 - 2025年7月1日 ）は、日本の映画プロデューサーである。映画製作会社の株式会社ブースタープロジェクト代表取締役。

## 経歴
- 1993年（平成5年）に日本映画学校（現・日本映画大学）卒業後、フリーランススタッフとして「怖がる人々」監督：和田誠など映画を中心に映像制作の制作部として携わる。
- 2000年（平成12年）、ハリウッドに本部を置く株式会社エンターテインメントパートナーズアジアに入社。プロジェクト・マネージメントおよびアカウンティングを学ぶ。
- 2002年（平成14年）以降、プロデューサーとして映画製作を中心に活動する。
- 2006年に株式会社ブースタープロジェクトを設立、代表取締役となる。会社のロゴマークは、和田誠デザインである。

## 主なフィルモグラフィ
- 『現実の続き 夢の終わり』（1999年、監督：チェン・イーウェン、出演：水野美紀、柏原崇）
- 『LOVE/JUICE』（2000年、監督：新藤風、出演：奥村チカ、西島秀俊）
- 『is A.』（2003年、監督：藤原健一、出演：津田寛治、内藤剛志、小栗旬）
- 『VETTER FRIEND』（2003年、監督：山口雄大、出演：蛍原徹）
- 『宇宙に一番ちかい町』（2003年、監督：永田琴恵、出演：伊藤歩、宮迫博之）
- 『ババアゾーン』（2003年、監督：山口雄大、出演：根岸季衣）
- TVCM『キットカット』くちづけ編&初恋編（2004年、監督：永田琴恵、出演：鈴木杏）
- ドキュメンタリー『照明熊谷学校』（2004年、監修：和田誠、ナレーション：小泉今日子、出演：真田広之）
- 『インディアン・サマー』（2004年、監督：佐藤太、出演：いしだ壱成、黒谷友香）
- 『魁!クロマティ高校』（2004年、監督：山口雄大、出演：須賀貴匡）
- 『全身と小指』（2004年、監督：堀江慶、出演：池内博之）
- 『Life on the Longboard』（2004年、監督：喜多一郎、出演：大杉漣、小栗旬）
- 『Meatball Machine』（2005年、監督：山口雄大、出演：高橋一生）
- 『ベルナのしっぽ』（2005年、監督：山口晃二、出演：白石美帆）
- 『赤い鯨と白い蛇』（2005年、監督：せんぼんよしこ、出演：香川京子）
- 『LOVE MY LIFE』（2006年、監督：川野浩司、出演：吉井怜）
  - カナダのモントリオール国際LGBT映画祭にて「20/20 VISION AWARD」受賞
- 『さくらん』（2006年、監督：蜷川実花、出演：土屋アンナ）
- 『ラビパパ』（2007年、監督：三木俊一郎、出演：木村佳乃）
- 『ガチ☆ボーイ』（2008年、監督：小泉徳宏、出演：佐藤隆太）
- 『受験のシンデレラ』（2008年、監督：和田秀樹、出演：寺島咲） 
  - 第5回モナコ国際映画祭では作品賞、主演男優賞、主演女優賞、脚本賞の4冠
- 『Happyダーツ』（2008年、監督：松梨智子、出演：辺見えみり）
- 『罪とか罰とか』（2009年、監督：ケラリーノ・サンドロヴィッチ、出演：成海璃子）
- 『The Harimaya Bridge はりまや橋』（2009年、監督アロン・ウルフォーク、出演ベン・ギロリ）
- 『アンを探して』（2009年、監督：宮平貴子、出演：穂のか）
- 『真幸くあらば』（2010年、監督：御徒町凧、出演：尾野真千子）
- 『ばかもの』（2010年、監督：金子修介、出演：成宮寛貴、内田有紀）
- 『ほしのふるまち』（2011年、監督：川野浩司、出演：中村蒼、山下リオ）
- 『シェアハウス』（2011年、監督：喜多一郎、出演：吉行和子、浅田美代子、木野花）
- 『センチメンタルヤスコ』（2012年、監督：堀江慶、出演：岡本あずさ）
- 『FASHION STORY -Model-』（2012年、監督：中村さやか、出演：本田翼、加賀美セイラ）
- 『R-18文学賞vol.1 自縄自縛の私』（2013年、監督：竹中直人、出演：平田薫）
- 『箱入り息子の恋』（2013年、監督：市井昌秀、出演：星野源、夏帆、黒木瞳、大杉漣、森山良子、平泉成）
- 『クソすばらしいこの世界』（2013年、監督：朝倉加葉子、出演：キムコッピ、北村昭博、大畠奈菜子、しじみ）
- 『R-18文学賞vol.1 ジェリーフィッシュ』（2013年、監督：金子修介、主演：大谷澪、花井留美）
- 『L♥DK』（2014年、監督：川村泰祐、出演：剛力彩芽、山﨑賢人、岡本玲、白石美帆）
- 『オー!ファーザー#映画』（2014年、監督：藤井道人、出演：岡田将生、忽那汐里、佐野史郎、河原雅彦、宮川大輔、村上淳、柄本明）
- 『イン・ザ・ヒーロー』（2014年、監督：武正晴、出演：唐沢寿明、福士蒼汰、寺島進、黒谷友香、加藤雅也、松方弘樹）
- 『最後の命』（2014年、監督：松本准平、出演：柳楽優弥、矢野聖人、比留川游、滝藤賢一、中島しゅう）
- 『ガールズステップ』（2015年、監督：川村泰祐、出演：石井杏奈、塚本高史）
- 『先輩と彼女』（2015年、監督：池田千尋、出演：志尊淳、芳根京子）
- 『通学電車』（2015年、監督：川野浩司、出演：千葉雄大、松井愛莉）
- 『通学途中』（2015年、監督：川野浩司、出演：中川大志、森川葵）
- 『KABUKI DROP』（2016年、監督：上條大輔、出演：松本利夫、MEGUMI、吉沢亮、大堀光一、伊藤沙莉）
- 『HiGH&LOW THE MOVIE』（2016年、監督：久保茂明、出演：EXILE、三代目JSB、小泉今日子）
- 『Hee』（2016年、監督：桃井かおり 出演：桃井かおり、藤谷文子）
- 『ひだまりが聴こえる』（2017年、監督：上條大輔　出演：多和田秀弥、小野寺晃良）
- 『オトトキ』（2017年、監督：松永大司　出演：THE YELLOW MONKEY ）
- 『走れ！T高バスケット部』（2018年、監督：古澤健　出演：志尊淳、佐野勇斗、早見あかり、戸塚純貴、佐藤寛太、鈴木勝大、西銘駿）
- 『L♡DK ひとつ屋根の下、スキがふたつ』（2019年、監督：川村泰祐　出演：上白石萌音、杉野遥亮、横浜流星）
- 『台風家族』[1]（2019年、監督：市井昌秀　出演：草彅剛、尾野真千子、中村倫也、MEGUMI、甲田まひる、藤竜也）
- 『犬鳴村』（2020年、監督：清水崇　出演：三吉彩花、坂東龍汰、大谷凛香、古川毅、宮野陽名、高嶋政伸、高島礼子、奥菜恵、須賀貴匡）
- 『樹海村』（2021年、監督：清水崇　出演：山田杏奈、山口もえ、神尾楓珠、倉悠貴、安達祐実、工藤遥、原日出子）
- 『ツナガレラジオ〜僕らの雨降Days〜』（2021年、監督：川野浩司　出演：西銘駿、飯島寛騎、阿久津仁愛、井阪郁巳、橋本祥平、深澤大河、ゆうたろう、橋本祥平、板垣李光人、立石俊樹、醍醐虎汰朗、田中真弓、イッセー尾形）
- 『Ribbon』（2022年、監督：のん　出演：のん、山下リオ、渡辺大知）
- 『みなに幸あれ』（2024年1月19日公開予定、監督：下津優太、出演：古川琴音）

## 主なTV
- 『結党!老人党』（2010年、監督平川雄一朗、出演笹野高史）
- 『SOIL ソイル』（2010年、監督清水崇、山口雄大、出演星野真里）
- 『xxxHOLiC ホリック』（2013年、監督：豊島圭介、継田淳、出演：杏、染谷将太、東出昌大、）
- 『HiGH&LOW〜THE STORY OF S.W.O.R.D.〜 season1』（2016年、監督：久保茂明 出演：EXILE、三代目 J Soul Brothers from EXILE TRIBE、小泉今日子、YOU）

## おもなミュージックビデオ作品
- 『アイタイ』（2013年、スガシカオ、監督：豊島圭介、出演：安達祐実）
- 『ライオン』（2018年、ベリーグッドマン、監督：市原直）
- 『ドリームキャッチャー』（2018年、ベリーグッドマン、監督：市原直）
- 『星をこえて』（2018年、Ms.OOJA、監督：川野浩司、出演：貫地谷しおり、若林拓也）
- 『愛しい人よ』（2019年、Ms.OOJA、監督：川野浩司）
- 『イヤフォン』（2019年、Ms.OOJA、監督：川野浩司）
- 『蒼波』（2019年、Ms.OOJA、監督：川野浩司）
- 『あの日のメロディー』（2019年、Ms.OOJA、監督：川野浩司）
- 『くもり時々晴れ』（2019年、Ms.OOJA、監督：市原直）
- 『夏雲』（2019年、Ms.OOJA、監督：川野浩司）
- 『線香花火』（2018年、ベリーグッドマン、監督：谷計成 (joylous_Tokyo)、出演：田辺桃子、松本大輝）
- 『裸~Nude』（2019年、ゆしん、監督：谷計成 (joylous_Tokyo)
- 『Baby don't you let me go』（2020年、Ms.OOJA、監督：谷計成 (joylous_Tokyo)
- 『HIKARI』[2]（2019年、Ms.OOJA、監督：清水崇)）
- 『PIECE』（2020年、Ms.OOJA)
- 『Woman "Wの悲劇より"』（2020年、Ms.OOJA、監督：谷計成 (joylous_Tokyo)）
- 『さよならの向う側』（2020年、Ms.OOJA、監督：川野浩司）